# Georges Cassignard
Bertrand Georges Cassignard, né le 5 août 1873 à Bordeaux et mort le 28 septembre 1893 dans le 8e arrondissement de Paris,  est un coureur cycliste français.

## Biographie
Fils d'un négociant en vins, Georges Cassignard devient champion de France sur piste en 1892. En novembre de la même année, il est champion de France du 50 kilomètres à tricycle sur le vélodrome Buffalo. En mai 1893, il obtient le record du monde du kilomètre départ arrêté avec entraîneur, en 1 min 28 s, toujours à Buffalo. Cette année-là, il est battu par Paul Médinger au championnat de France de bicycle.
Il meurt quelques mois plus tard à l'hôpital Beaujon des suites d'une chute de cheval à l'angle de la rue Brunel et de la rue Saint-Ferdinand dans le 17e arrondissement de Paris. Il était alors domicilié au no 10 rue du Débarcadère à Paris.
Georges Cassignard repose dans la chapelle funéraire familiale au cimetière de la commune d'Izon (Gironde) où une rue porte son nom.
Le buste en bronze du champion cycliste, œuvre du sculpteur Jean-Georges Achard, qui avait été inauguré en mai 1894 au Stade municipal de Bordeaux a été fondu en 1942 sous l'Occupation et n'a pas été remplacé.

## Liens externes

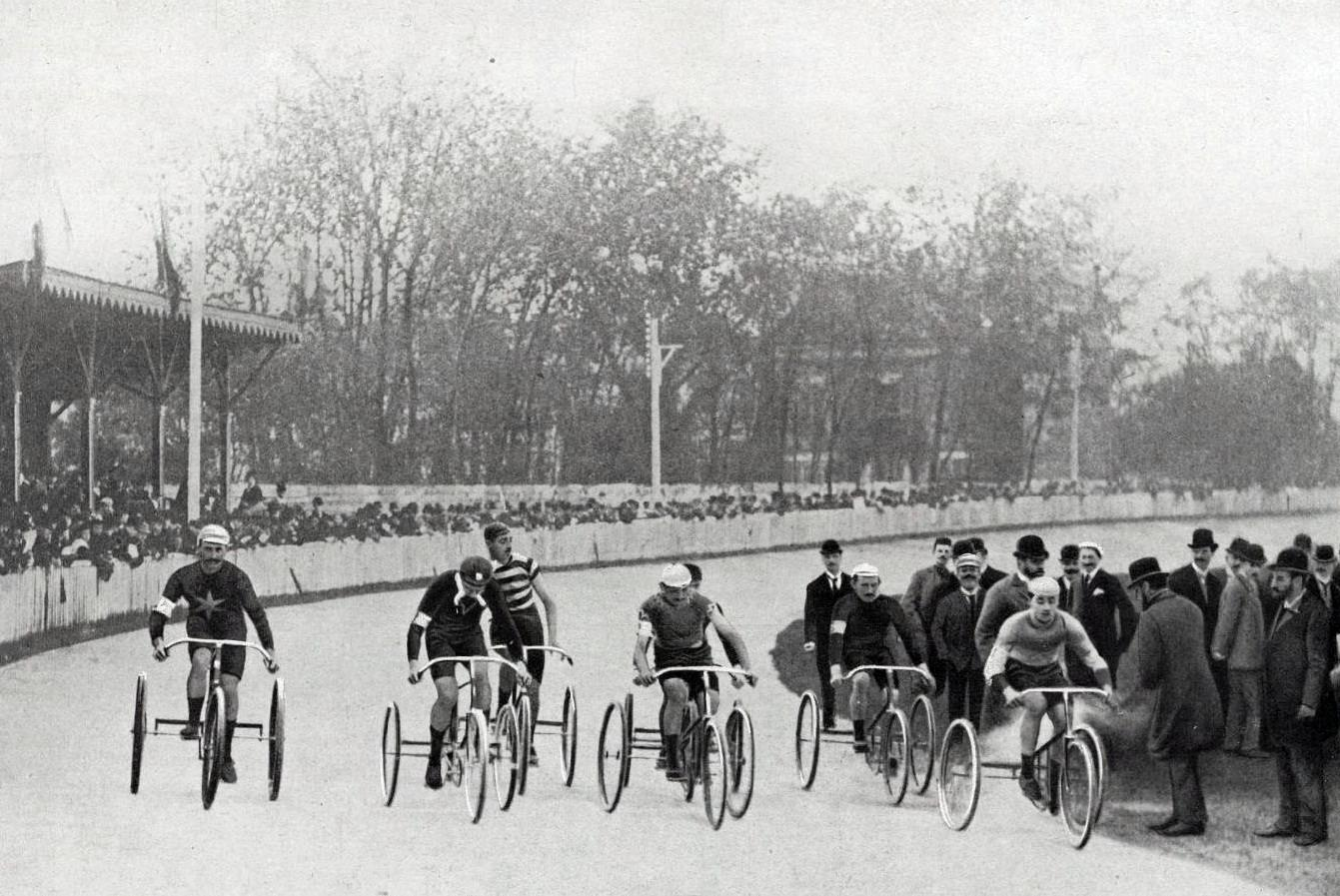
Le championnat de France des 50 kilomètres à tricycle, le 6 novembre 1892 à Buffalo : 1er Cassignard, à droite.